# Реймонд Кін
Реймонд Денніс Кін (англ. Raymond Dennis Keene; нар. 29 січня 1948) — англійський шаховий гросмейстер, міжнародний арбітр ФІДЕ, організатор шахів, журналіст і письменник.

## Життєпис
Він виграв чемпіонат Британії з шахів у 1971 році, а в 1974 році став першим гравцем з Англії, який виконав норму гросмейстера. У 1976 році він став другим англійцем (після Тоні Майлза), якому було присвоєно звання гросмейстера, і він був другим британським шахістом, який переміг чинного чемпіона світу з шахів (після поразки Михайла Таля від Джонатана Пенроуза в 1961 році). Він представляв Англію на восьми шахових олімпіадах.
У 1978 році разом із Майклом Стін i Яківом Мурей приєднався до команди Віктора Корчного, і був його секундантом під час матчу за звання чемпіона світу проти Анатолія Карпова в Багіо (1978). У 1981 році Кін приїзжав до СРСР і допомогав Анатолію Карпову готуватися до матчу за звання чемпіона світу проти Віктора Корчного в Мерано (1981).
Кін пішов із змагань у 1986 році у віці тридцяти восьми років і тепер більш відомий як шаховий організатор, оглядач і автор. Брав участь в організації чемпіонатів світу з шахів 1986, 1993 і 2000 років; олімпіад з розумового спорту 1997, 1998 та 1999 років (всі проходили в Лондоні). Він був шаховим кореспондентом «The Times» з 1985 по листопад 2019 року і є плідним автором, написавши понад 100 книг про шахи. У 1985 році він був призначений офіцером ордена Британської імперії (OBE) за заслуги в шахах.
Кін — суперечлива фігура у світі шахів. Його звинуватили в плагіаті, а також критикували його ділові відносини та якість його шахових книг, колонок і статей.